# John Farrow
John Farrow, CBE KGCHS (Sydney, Austràlia, 10 de febrer de 1904 − Beverly Hills, Califòrnia, Estats Units, 28 de gener de 1963), fou un director, guionista i productor cinematogràfic australià establert als Estats Units. Va passar una part considerable de la seva carrera als Estats Units. Va ser nominat al Premi de l'Acadèmia al millor director el 1942 per Wake Island, i el 1957 va guanyar el Premi de l'Acadèmia al millor guió adaptat per La volta al món en vuitanta dies. Se'l recorda també pel seu matrimoni amb l'actriu Maureen O'Sullivan, amb la que per poder casar-se, va convertir-se al catolicisme. Van tenir set fills, tres d'elles són actrius: Mia Farrow (la més popular), Stephanie Farrow i Prudence Farrow. Va morir el 1963 d'un atac al cor als turons de Beverly Hills (Califòrnia) a l'edat de 58 anys. Va ser enterrat al Cementiri de Holy Cross a Culver City.

## Filmografia

### Director
- John Paul Jones (1959)
- The Unholy Wife (1957)
- Back from Eternity (1956)
- Persecució a alta mar (The Sea Chase) (1955)
- Una bala que espera (A Bullet Is Waiting) (1954)
- Hondo (1953)
- Plunder of the Sun (1953)
- Ride, Vaquero! (1953)
- Botany Bay (1953)
- Submarine Command (1951)
- Les fronteres del crim (His kind of woman) (1951)
- La vall del coure (Copper Canyon) (1950)
- On viu el perill (Where Danger Lives) (1950)
- Red, Hot and Blue (1949)
- Alias Nick Beal (1949)
- Night Has a Thousand Eyes (1948)
- Beyond Glory (1948)
- The Big Clock (1948)
- Blaze of Noon (1947)
- Calcutta (1947)
- Easy Come, Easy Go (1947)
- Califòrnia (1946)
- Two Years Before the Mast (1946)
- You Came Along (1945)
- The Hitler Gang (1944)
- China (1943)
- Commandos Strike at Dawn (1942)
- Wake Island (1942)
- A Bill of Divorcement (1940)
- Married and in Love (1940)
- Reno (1939)
- Confessió completa (Full Confession) (1939)
- Five Came Back (1939)
- Sorority House (1939)
- Women in the Wind (1939)
- The Saint Strikes Back (1939)
- Comet Over Broadway (1938)
- Broadway Musketeers (1938)
- My Bill (1938)
- Little Miss Thoroughbred (1938)
- The Invisible Menace (1938)
- She Loved a Fireman (1937)
- West of Shanghai (1937)
- Men in Exile (1937)
- La fuga de Tarzan (Tarzan Escapes) (1936)
- The Spectacle Maker (1934) (com John Villiers Farrow)

### Guionista
- John Paul Jones (1959)
- La volta al món en vuitanta dies (1956)
- Ride, Vaquero! (1953)
- Red, Hot and Blue (1949)
- Last of the Pagans (1935) (com John Villiers Farrow)
- The Spectacle Maker (1934) (com John Villiers Farrow)
- Don Quixote (1933) (versió anglesa)
- The Impassive Footman (1932)
- The Common Law (1931)
- A Woman of Experience (1931)
- Inside the Lines (1930) (diàleg)
- Shadow of the Law (1930)
- The Bad One (1930) (història)
- Seven Days Leave (1930)
- Les quatre plomes (1929)
- The Wheel of Life (1929) (adaptació)
- A Dangerous Woman (1929)
- The Wolf Song (1929)
- Three Weekends (1928) (adaptació)
- The Woman From Moscow (1928)
- The First Kiss (1928) (adaptació)
- Ladies of the Mob (1928)
- The Blue Danube (1928) (història)
- The Showdown (1928)
- The Bride of the Colorado (1928)
- The Wreck of the Hesperus (1927) (història)
- A Sailor's Sweetheart (1927)
- White Gold (1927)

### Productor
- The Unholy Wife (1957)
- Back from Eternity (1956)
- Persecució a alta mar (The Sea Chase) (1955)
- Submarine Command (1951) (co-produïda)
- The Big Clock (1948)

### Actor
- Forbidden Island (1959)
- King of the Khyber Rifles (1953)

## Premis i nominacions

### Premis
- 1957. Oscar al millor guió adaptat per La volta al món en vuitanta dies

### Nominacions
- 1943. Oscar al millor director per Wake Island